# Kiếm Câu Tiễn
Kiếm Câu Tiễn hay Kiếm của Việt vương Câu Tiễn (chữ Hán phồn thể: 越王句踐劍; chữ Hán giản thể: 越王句践剑; Hán Việt: Việt vương Câu Tiễn kiếm) là một đồ tạo tác được tìm thấy trong cuộc khai quật khảo cổ năm 1965 tại Hồ Bắc, Cộng hòa Nhân dân Trung Hoa. Đây là một thanh kiếm được xác định niên đại vào thời cuối Xuân Thu thuộc quyền sở hữu của Câu Tiễn, vua nước Việt. Ngoài ý nghĩa quan trọng về mặt lịch sử, Kiếm Câu Tiễn còn nổi tiếng vì độ sắc bén và sáng bóng dù đã có hơn 2000 năm tuổi, hiện cổ vật này được trưng bày tại Bảo tàng Hồ Bắc, Trung Quốc.

## Lịch sử khám phá

Phần chữ cổ: "越王自作" – "Việt vương tự tác".

Năm 1965 trong một cuộc khai quật khảo cổ tiến hành tại công trường xây dựng công dẫn nước thứ hai cho hồ chứa nước sông Chương ở Kinh Châu, Hồ Bắc, người ta đã phát hiện ra ở Giang Lăng trên năm mươi ngôi mộ cổ có niên đại thời nước Sở. Kéo dài từ giữa tháng 10 năm 1965 tới tháng 1 năm 1966, cuộc khảo cổ đã thu được trên 2000 đồ tạo tác trong đó đáng chú ý nhất là một thanh kiếm bằng đồng. Thanh kiếm này được tìm thấy vào tháng 12 năm 1965 tại một ngôi mộ cách Dĩnh Nam, kinh đô cũ của nước Sở, khoảng 7 km, nó được đặt trong bao kiếm bằng gỗ sơn mài cạnh một bộ xương người. Sau khi rút kiếm ra khỏi bao, người ta thấy rằng thanh kiếm này gần như vẫn còn sắc bén và sáng bóng bất chấp việc nó nằm trong một ngôi mộ ngập bởi nước ngầm đã trên 2000 năm. Khi thử nghiệm độ sắc bén của thanh kiếm, các nhà khảo cổ thấy rằng nó vẫn dễ dàng cắt đứt một chồng chừng hai chục tờ giấy.
Trên một mặt của lưỡi kiếm, người ta tìm thấy hai dòng chữ cổ. Tổng cộng có 8 chữ được viết theo lối "điểu trùng văn" ("鸟虫文") là thứ chữ chuyên dùng để khắc triện thư và rất khó đọc. Ban đầu người ta đã giải mã được 6 chữ là "越王" ("Việt vương" – "Vua nước Việt") và "自作用剑" ("tự tác dụng kiếm" – "kiếm tự làm để dùng"). Hai chữ còn lại được cho là tên của một trong các vua nước Việt, sau trên hai tháng tranh luận gay gắt với sự tham gia của nhiều học giả danh tiếng như Quách Mạt Nhược, người ta đã đi tới kết luận rằng đây chính là tên của Câu Tiễn (496 TCN – 465 TCN), vị vua nổi tiếng nhất trong lịch sử 200 năm của nước Việt. Và như vậy, 8 chữ được khắc trên lưỡi kiếm là "越王勾践 自作用劍" ("Việt vương Câu Tiễn tự tác dụng kiếm").

## Mô tả
Kiếm Câu Tiễn có chiều dài 55,6 cm trong đó phần cán kiếm dài 10 cm, lưỡi kiếm rộng 5 cm có họa tiết là các hình thoi lặp lại trên cả hai mặt. Cuộc phân tích về thành phần của kiếm do Đại học Phục Đán và Viện Hàn lâm Khoa học Trung Quốc thực hiện đã cho kết quả như sau:
| Phần phân tích | Đồng | Thiếc | Chì | Sắt | Lưu huỳnh  | Asen       |
| -------------- | ---- | ----- | --- | --- | ---------- | ---------- |
| Lưỡi kiếm      | 80,3 | 18,8  | 0,4 | 0,4 | –          | có dấu vết |
| Mẫu vàng       | 83,1 | 15,2  | 0,8 | 0,8 | –          | có dấu vết |
| Mẫu tối        | 73,9 | 22,8  | 1,4 | 1,8 | có dấu vết | có dấu vết |
| Mẫu tối nhất   | 68,2 | 29,1  | 0,9 | 1,2 | 0,5        | có dấu vết |
| Cạnh kiếm      | 57,3 | 29,6  | 8,7 | 3,4 | 0,9        | có dấu vết |
| Mũi kiếm       | 41,5 | 42,6  | 6,1 | 3,7 | 5,9        | có dấu vết |

Như vậy phần thân của lưỡi kiếm có thành phần chủ yếu là đồng để kiếm có độ mềm dẻo và không bị phá hủy, phần cạnh kiếm có tỉ lệ thiếc cao hơn để đảm bảo độ sắc và cứng, thành phần lưu huỳnh giúp kiếm giữ được độ sáng bóng. Ngoài ra các nhà nghiên cứu cũng cho rằng việc thanh kiếm có một bao kiếm tốt, gần như kín khí đã giúp nó giữ được trạng thái bảo quản tốt.